# Associação Nacional de Jornais
A Associação Nacional de Jornais (ANJ) é uma associação, sem fins lucrativos, brasileira. Fundada em 17 de agosto de 1979 a Associação Nacional de Jornais tem por objetivo defender a liberdade de expressão, do pensamento, da propaganda e o funcionamento irrestrito da imprensa, sempre observando os princípios da responsabilidade.
A Associação Nacional de Jornais conta em 2020 com cerca de 115 empresas jornalísticas associadas e duas empresas colaboradoras.

## História
Posicionamentos notórios
Em março de 2019, ao lado de outras associações, a ANJ condenou a atitude do presidente Jair Bolsonaro, que ajudou a disseminar notícia falsa em sua rede social: 
ABERT, ANER e ANJ assinalam que a tentativa de produzir na imprensa a imagem de inimiga ignora o papel do jornalismo independente de acompanhar e fiscalizar os atos das autoridades públicas.
Em agosto de 2019 a ANJ condenou a fala do presidente Jair Bolsonaro que disse que a imprensa "está acabando" e o jornal Valor Econômico "vai fechar". 
O presidente ignora mais uma vez a relevância da atividade jornalística, sobretudo em uma era em que a desinformação e o sectarismo transbordam de redes sociais e manifestações oficias. (…) [Suas declarações são] equivocadas.— ANJ
Em setembro de 2019 a ANJ disse que a medida provisória (MP) 896 proposta pelo presidente Jair Bolsonaro é uma ataque à Liberdade de imprensa. Também informou que a MP proporcionará uma falta transparência dos atos públicos e passa por cima do Congresso, que é o responsável por legislar sobre o tema. Com a MP 896 não será mais obrigatório que atos oficiais de licitações públicas sejam informados em jornais de grande circulação. O governo alegou a medida visa cortar um gasto "injustificado para os cofres públicos". Em outra oportunidade Jair Bolsonaro disse que a MP é uma resposta à imprensa que é crítica ao seu governo. A MP irá perder a validade se não for aprovada pelo congresso em quatro meses.
Em um evento promovido pela ANJ em outubro de 2019, foram abordadas as Deepfakes, um tipo falsificação que é feita em cima de arquivos digitais usando inteligência artificial. Em dezembro de 2019, lançou uma campanha ressaltando a importância da imprensa no combate a corrupção, com um pôster dizendo: "Nada assusta mais os corruptos que os olhos da imprensa".

## Objetivos segundo estatuto
1. Manter sua independência.[9]
2. Sustentar a liberdade de expressão, o funcionamento sem restrições à imprensa e o livre exercício da profissão.[9]
3. Apurar e publicar a verdade dos fatos de interesse público, não admitindo que sobre eles prevaleçam quaisquer interesses.[9]
4. Defender os direitos do ser humano, os valores da democracia representativa e a livre iniciativa.[9]
5. Assegurar o acesso de seus leitores às diferentes versões dos fatos e às diversas tendências de opinião da sociedade.[9]
6. Garantir a publicação de contestações objetivas das pessoas ou organizações acusadas, em suas páginas, de atos ilícitos ou comportamentos condenáveis.[9]
7. Preservar o sigilo de suas fontes.[9]
8. Respeitar o direito de cada indivíduo à sua privacidade, salvo quando esse direito constituir obstáculo à informação de interesse público.[9]
9. Diferenciar, de forma identificável pelo leitor, material editorial e material publicitário.[9]
10. Corrigir erros que tenham sido cometidos em suas edições.[9]

## Presidência
| Biênio               | Presidente                         | Instituição       |
| -------------------- | ---------------------------------- | ----------------- |
| 1990 - 1992          | Pedro Pinciroli Júnior             | Folha de S.Paulo  |
| 2010 - 2012          | Judith Brito                       | Folha de S. Paulo |
| 2012 - 2014          | Carlos Fernando M. Lindenberg Neto | A Gazeta          |
| 2016-2018            | Marcelo Rech                       | Grupo RBS         |
| 2019-2020 (reeleito) | Marcelo Rech                       | Grupo RBS         |

## Instituições as quais faz parte
- Associação Mundial de Jornais[12]
- Conselho Executivo de Normas-Padrão
- Conselho Nacional de Auto-Regulamentação Publicitária

## Prêmios
Conquistados
- 2001: Organização das Nações Unidas para a Educação, a Ciência e a Cultura (UNESCO) (ganhou prêmio pelo programa "Jornal na Educação")[13]

Concedidos
- 2019: a ANJ concedeu um prêmio ao ministro Celso de Mello, uma homenagem por defender a liberdade de imprensa[14]